# Oficina Europea de Patentes
La Oficina Europea de Patentes (OEP) (en alemán: Europäisches Patentamt (EPA), en francés: Office européen des brevets (OEB), en inglés: European Patent Office (EPO)) es el organismo encargado de la aplicación administrativa del Convenio sobre la Patente Europea también llamado Convenio de Múnich (firmado en 1973). Gracias a este tratado internacional, mediante un único procedimiento se pueden conseguir patentes nacionales en todos los países firmantes. Su primer presidente fue Johannes Bob van Benthem.
La Oficina Europea de Patentes es uno de los dos órganos que forman parte de la Organización Europea de Patentes, y tiene su sede en Múnich, y delegaciones en La Haya, Berlín y Viena.
Así, los dos órganos de la Organización Europea de Patentes son dos:
1. Consejo de Administración, al que pertenece un representante de cada país miembro, y cuyas funciones son de modificación del Convenio sobre la Patente Europea, definir el reglamento financiero, el régimen de personal,...
2. La Oficina Europea de Patentes, que se encarga de realizar las funciones de recepción de solicitudes, búsqueda del estado del arte relevante, y examen de la novedad, actividad inventiva, aplicabilidad industrial y suficiencia descriptiva previos a la concesión de la patente. Igualmente realiza el examen de las oposiciones a la concesión de la patente y resuelve los recursos interpuestos contra sus actuaciones.

En marzo de 2007, eran miembros del Convenio sobre la Patente Europea 32 países, la mayoría de la Unión Europea (UE), y cinco países más aceptaban la extensión de la patente. Es decir, una patente concedida por la OEP era considerada válida en estos países, aunque no fuesen miembros.
La Oficina Europea de Patentes registra al año 2008 unas 200.000 solicitudes registradas.
El proceso de concesión de una patente europea suele durar varios años (existe un periodo de 18 meses en que no se publica nada relativo a la solicitud para que el solicitante pueda gestionar su invención amparado por el secreto industrial de acuerdo el Convenio de la Unión de Paris). Para iniciar el procedimiento hay que realizar una solicitud que debe constar de una memoria descriptiva y una o varias reivindicaciones. En la memoria se divulga la invención de forma que un experto en la materia la pueda llevar a cabo y en las reivindicaciones se define el objeto para el que se solicita la protección que otorga la patente. 
Los pasos básicos son: Presentación, búsqueda, examen de fondo, concesión o denegación.